# 1003
1003 (MIII) fue un año común comenzado en viernes del calendario juliano.

## Acontecimientos
- Juan XVII sucede a Silvestre II como papa.

## Nacimientos
- Eduardo el confesor, rey de Inglaterra (fecha aproximada).
- Federico de Baja Lorena, conde de Malmedy y Duque de Baja Lorena.
- Ibn Zaydun, poeta andalusí.

## Fallecimientos

### Enero
- 25 de enero - Lotario I de la Marca del Norte, Margrave de la Marca del Norte (n. 940).

### Febrero
- 7 de febrero - Susana de Italia, Condesa de Flandes y reina consorte de los Francos.

### Mayo
- 4 de mayo - Herman II de Suabia, miembro de la Dinastía Conradina.
- 12 de mayo - Papa Silvestre II.

### Noviembre
- 6 de noviembre - Papa Juan XVII.

### Fechas desconocidas
- At-Ta'i, Califa Abbasí de Bagdad.
- Erik el Rojo, colonizador y jarl de Groenlandia.